# مشهور بن عبد العزيز آل سعود
الأمير مشهور بن عبد العزيز آل سعود (1361 هـ / 1942 -)، الإبن الرابع والثلاثين من أبناء عبد العزيز آل سعود الذكور من زوجته الأميرة نوف بنت نواف النوري الشعلان.

## عن حياته
بعد حصوله على الثانوية العامة سافر إلى المملكة المتحدة لإكمال دراسته، ولكنه لم يكمل تعليمه الجامعي وعاد إلى المملكة. ولم يعمل بالأعمال السياسية.

### تكريم
في 11 فبراير 1977 منحه الملك خالد «وشاح الملك عبد العزيز».

## أسرته
تزوج من:
- الأميرة نورة بنت محمد بن سعود الكبير آل سعود

وله من البنات:
- الأميرة نوف. متزوجة من محمد بن بندر بن عبد العزيز آل سعود ولها من الأبناء الأميرة ريم، الأميرة نورة، الأميرة عبير، الأمير بندر، والأمير مشهور.[2]

- الأميرة سارة. متزوجة من محمد بن سلمان بن عبد العزيز آل سعود[3] ولها من الأبناء الأمير سلمان، الأميرة فهدة، الأميرة نورة، الأمير مشهور، والأمير عبد العزيز.[4]
- الأميرة لولوة. كانت متزوجة من سلطان بن محمد بن مشعل بن عبد العزيز آل سعود[5] ولها من الأبناء الأميرة سما، والأمير فيصل.